# Crowmarsh
Crowmarsh is een civil parish in het bestuurlijke gebied South Oxfordshire, in het Engelse graafschap Oxfordshire met 1569 inwoners.